# UNAMIC Medaille
De UNAMIC Medaille is een van de Medailles voor Vredesmissies van de Verenigde Naties.
UNAMIC  is de afkorting voor de "United Nations Assistance Mission In Cambodia", de vredesoperaties in Cambodja. Nederlandse deelnemers kwamen in aanmerking voor de Herinneringsmedaille VN-Vredesoperaties. De secretaris-generaal van de Verenigde Naties kende de deelnemende militairen en politieagenten de UNAMIC Medaille toe. Zij kregen de bronzen medaille aan een lint van diverse schakeringen groene, rode en blauwe strepen.